# Sakta
Sakta Ózd egyik városrésze, amely a Bánszállás városrész végén található bekötő úton érhető el. A városrész jelenleg (2023. november) elhagyott, nincs lakosa.

## Története
Saktában egykor szenet bányásztak, amit csillékkel szállítottak az Ózdi Kohászati Üzemekbe. Később, ahogy a bánya kimerült, az épületek és az utak állapota leromlott és a lakosok elköltöztek onnan. A saktai út jelenleg az Akna út nevet viseli. Sakta képe lehangoló és reménytelen.